# Denmoza
Denmoza es un género de la familia Cactaceae cuyo origen es las provincias de Mendoza, San Juan y La Rioja, Argentina. Comprende 8 especies descritas y de estas, solo 2 aceptadas.Actualmente se considera sinónimo de Echinopsis.

## Descripción
Cacto solitario, globoso a columnar corto, puede llegar hasta 1,5 m de alto y 15 a 40 cm de diámetro, aunque es de crecimiento lento. Tiene hasta 30 costillas de 1 cm de alto. areolas separadas al principio luego se juntan. Espinas amarronadas, rojizas y con el tiempo grises, muy diferentes en plantas jóvenes y adultas. Una espina central, a veces ausente, de 2 a 3 cm de largo. De 8 a 12 espinas radiales, ligeramente curvadas. Tiene aréolas de varios tamaños, con pelos pardos que parecen espinas de hasta 7 cm de largo. Las flores nacen cerca de la punta del tallo, tubulares, bilateralmente simétricas, color rojo escarlata, el tubo floral curvado; abren durante el día en verano polinizadas por los colibrí. Fruto globoso, seco cuando madura, dehiscente, con mechones pilosos, de 2,5 cm de diámetro, verde pálido.

## Cultivo
Se multiplica mediante semillas. 
La temperatura media mínima recomendable es de 5 °C. Exposición a pleno sol. Requiere poco riego. 

## Taxonomía
El género fue descrito por Britton & Rose y publicado en The Cactaceae; descriptions and illustrations of plants of the cactus family 3: 78–79. 1922. La especie tipo es: Denmoza rhodacantha (Salm-Dyck) Britton & Rose
Etimología
Denmoza: nombre genérico que es un anagrama de Mendoza.

## Especies aceptadas
A continuación se brinda un listado de las especies del género Denmoza aceptadas hasta abril de 2015, ordenadas alfabéticamente. Para cada una se indica el nombre binomial seguido del autor, abreviado según las convenciones y usos.	
- Denmoza ducis-pauli (C.F. Först. ex Rümpler) Werderm. ex Backeb.
- Denmoza rhodacantha (Salm-Dyck) Britton & Rose